# Dragoș Nicolae Mădăraș
Dragoș Nicolae Mădăraș (n. 1997) este un jucător suedez de tenis, de origine română. Cea mai bună clasare din carieră în clasamentul ATP la simplu este locul 202 mondial, la 19 iunie 2023, iar la dublu, locul 554 mondial, la  9 mai 2022.
A debutat în ATP la Sofia Open 2022, în calificări, unde a pierdut în prima rundă în fața lui Oscar Otte. Mădăraș reprezintă Suedia în Cupa Davis, unde a debutat în martie 2022, într-un meci împotriva Japoniei.